# Longmire (serial telewizyjny)
Longmire – amerykański kryminalny serial telewizyjny  wyprodukowany przez Warner Horizon Television, The Shephard/Robin Company oraz Two Boomerangs Productions. Serial jest  adaptacją powieści "Walt Longmire"  autorstwa Craiga Johnsona. Scenariusz serialu napisali John Coveny i Hunt Baldwin.
27 sierpnia 2011 roku stacja kablowa A&E  potwierdziła  zamówienie serialu Longmire.
Premierowy odcinek został wyemitowany  3 czerwca 2012 roku przez amerykańską stację kablową A&E.

29 sierpnia 2014 roku stacja ta ogłosiła zakończenie produkcji serialu Longmire na 3 sezonie. Po podjęciu tej decyzji przez stację A&E platforma telewizyjna Netflix zamówiła 4 sezon serialu.

30 października 2015 roku platforma Netflix ogłosiła zamówienie 5 sezonu Longmire.

6 listopada 2016 roku, platforma Netflix zamówiła 6 serię, która będzie finałowa

## Fabuła
Fabuła serialu toczy się wokół Waltera Longmire, który jest szeryfem w hrabstwie Absaroka.  Niedawno stracił swoją ukochaną żonę, mimo to stara się wykonywać swoją pracę najlepiej jak potrafi.

## Obsada
- Robert Taylor jako Walt Longmire
- Katee Sackhoff jako  Victoria "Vic" Moretti
- Lou Diamond Phillips jako Henry Standing Bear,
- Cassidy Freeman jako Cady Longmire
- Bailey Chase jako Branch Connally
- Adam Bartley  jako "The Ferg" Ferguson

## Role drugoplanowe
- Louanne Stephens jako Ruby
- Zahn McClarnon  jako Mathias
- Louis Herthum jako Omar
- Katherine LaNasa jako Lizzie Ambrose
- A Martinez jako Jacob Nighthorse
- Charles S. Dutton jako  Fales, detektyw[7]
- Gerald McRaney jako Barlow Connally
- Michael Mosley jako Sean Moretti
- John Bishop jako Bob Barnes
- Lee Tergesen jako Ed Gorski
- Peter Weller jako Lucian Connally

## Odcinki
| Sezon | Sezon | Odcinki | Oryginalna emisja | Oryginalna emisja |
| Sezon | Sezon | Odcinki | Premiera sezonu   | Finał sezonu      |
| ----- | ----- | ------- | ----------------- | ----------------- |
|       | 1     | 10      | 3 czerwca 2012    | 12 sierpnia 2012  |
|       | 2     | 13      | 27 maja 2013      | 26 sierpnia 2013  |
|       | 3     | 10      | 2 czerwca 2014    | 4 sierpnia 2014   |
|       | 4     | 10      | 10 września 2015  | 10 września 2015  |
|       | 5     | 10      | 23 września 2016  | 23 września 2016  |
|       | 6     | 10      | 17 listopada 2017 | 17 listopada 2017 |